# ティプシーケーキ

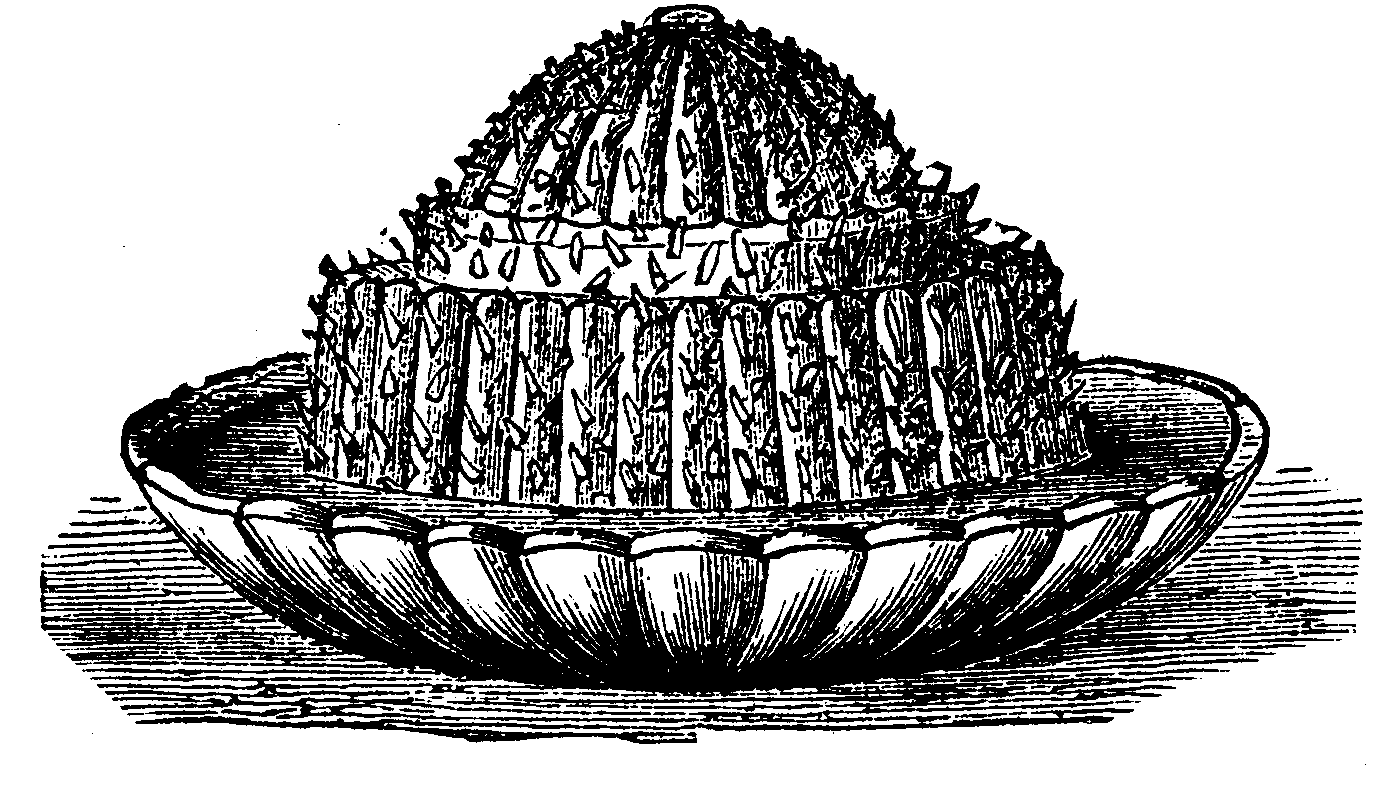
「Cyclopedia of Valuable Receipts」（1897年）のティプシーケーキのレシピにあるイラスト

ティプシーケーキ（英語: tipsy cake）は、イギリスのデザート。

## 概要
「ティプシー」には「ほろ酔い」の意味があり、シェリー酒を大量に用いたケーキである。シェリー酒以外にブランデーや甘口のワイン、およびそれらを混合した酒が使われることもあるが、いずれにせよ酒の使用量は多い。
シラバブにビスケットやクリームを組み合わせる形で18世紀中ごろに誕生し、18世紀後半にイギリスで人気を博した。
ティプシーケーキに使用するスポンジケーキは焼き立てを使用するのではなく、数日経ってぼそぼそするようになったものを使用するのもティプシーケーキの特徴であり、スポンジケーキの残り物や再利用目的のレシピとして考案されたとも考えられている。
こんにちではイギリスでのティプシーケーキの人気は下火となっているが、アメリカ合衆国南部では食後のデザートや人の集まりなどで提供される菓子として人気がある。

## 類似料理
- トライフル[1]

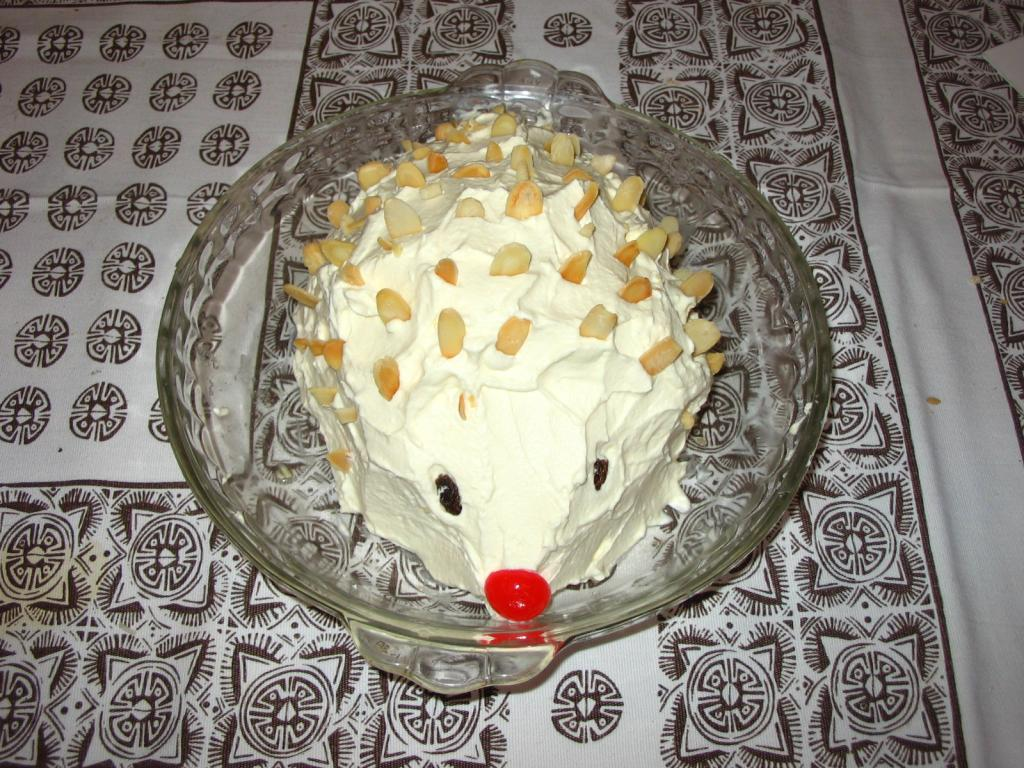
ヘッジホッグケーキの例

- ヘッジホッグケーキ - ティプシーケーキを楕円形に作り、アーモンドスライスを表面に刺して仕上げたもの。見た目がヘッジホッグ（ハリネズミ）に似ることから。子ども向けには酒をジュースに置き換えるなどの工夫が必要[1]。